# 林獻堂

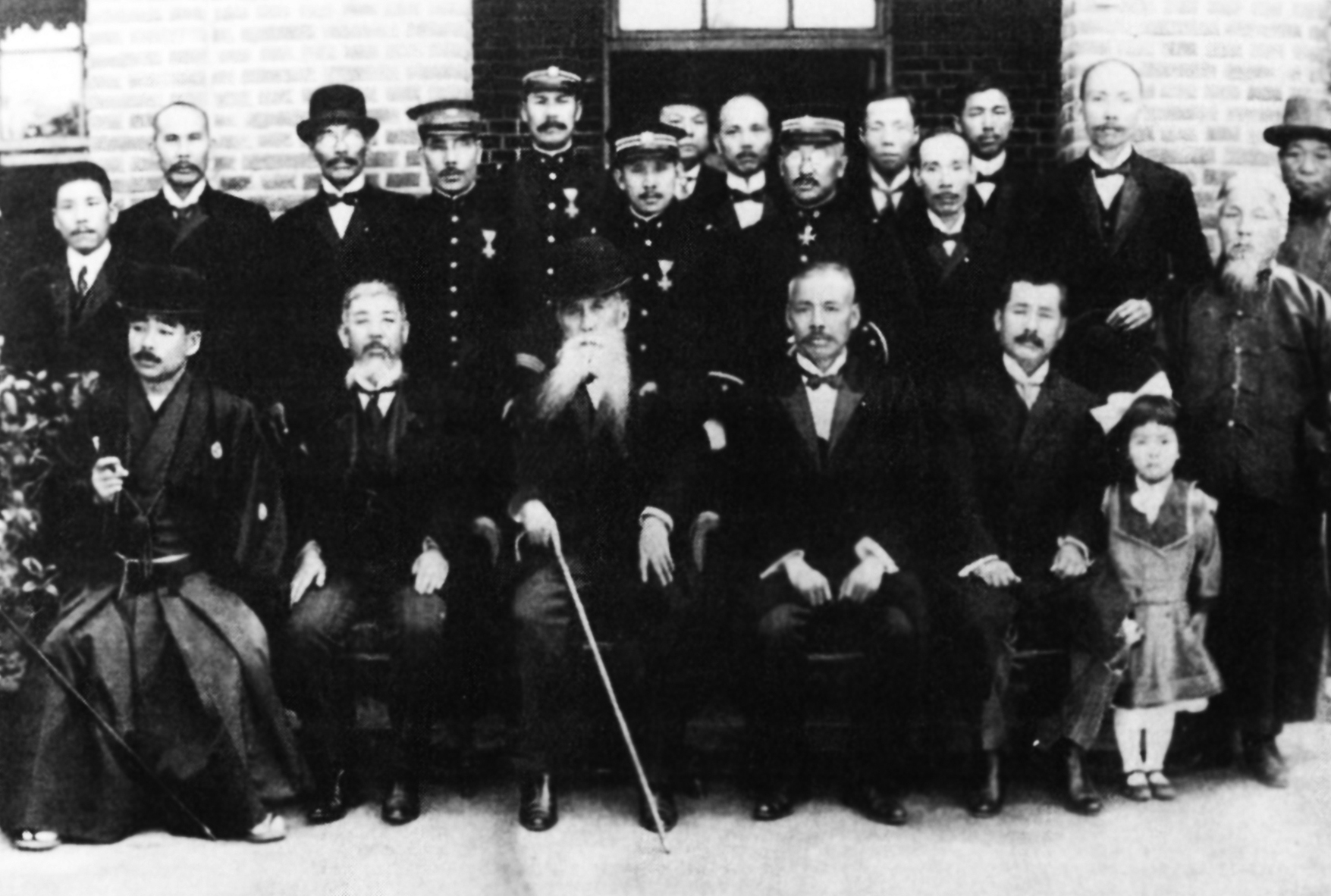
板垣退助、林献堂（後列右2人目）於台湾撮影

林朝琛（1881年10月22日—1956年9月8日），字獻堂，號灌園，臺灣霧峰林家出身的政治運動者、作家及政治人物等。他是臺灣日治時期臺灣議會民主運動者，也是霧峰林家在當時的主要領導者，以及霧峰林家所在地區社會的領導人之一。
他曾在新民會、臺灣文化協會、臺灣民眾黨、臺灣地方自治聯盟等社會政治運動組織中扮演重要角色，也長年致力於臺灣地方自治之推行。戰後，他因政治立場與中華民國政府不合，反對三七五減租及徵收餘糧等政策等，受到了大量来自政府的政治壓力而避居，最终于日本过世。

## 早年時期
他出身望族霧峰林家，誕生於阿罩霧（今台中市霧峰區），為霧峰林家頂厝支系中5位堂兄弟（紀、烈、獻、澄、階）的老三，因此又被人稱「阿罩霧三少爺」。父親林文欽原是清末秀才，獻堂與板橋林家的林熊徵同輩。7歲時，林獻堂於自家開設的家塾蓉鏡齋接受漢學教育。1893年，父親林文欽中恩科舉人，築萊園於霧峰，娛養羅太夫人，林獻堂(11歲)就讀於萊園。
1895年，林獻堂14歲時，台灣依《馬關條約》改隸日本，在祖母羅太夫人的命令下，林獻堂率領全家40餘口到泉州避難，事平方回。以治產業。
1898年，林獻堂(18歲)與楊水心夫人結婚。1899年（明治三十二年），專心於外銷樟腦的父親林文欽於香港病逝。林獻堂於19歲時接掌家庭事業，之後台灣總督府為拉攏他，委任他擔任霧峰參事、區長（1902年），並於1905年授予紳章，同年出任台灣製麻株式會社取締役（相當於董事）。

## 青年時期

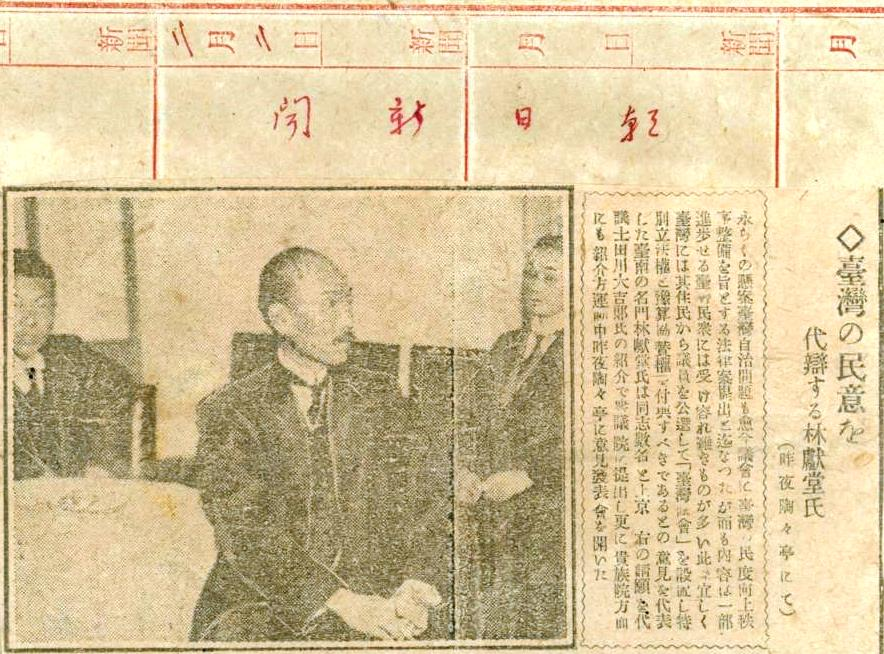
臺灣民主運動領袖林獻堂於1921赴東京遊說設置臺灣議會

### 與梁啟超會面
- 1907年於奈良旅行時與清末維新運動要角梁啟超會面。林獻堂向梁請教台灣自治之道，梁啟超衡量當代中日政經情勢，直言清朝在今後三十年內斷無法幫助台灣達成自治之目標，但是梁以愛爾蘭爭取自治的過程來啟發林獻堂，鼓勵林獻堂以非武力運動模式對抗的新方向。
- 1910年加入櫟社。

### 成立台中中學校(台中一中前身)
- 1913年林獻堂與其霧峰林家同輩兄弟林紀堂、林烈堂等人，聯合台灣北、中部士紳向總督府請願，表達台灣人出錢成立台中中學校的意願，兩年後（1915年5月）台中中學校（今台中一中）成立，有知名外甥李白濱前來就讀。後又在霧峰創辦萊園中學(今明台高中)。

### 新民會
- 1914年3月邀請板垣退助伯爵來台訪問，12月成立「同化會」（1915年即遭解散）。1920年(大正9年)與蔡惠如等人，以台灣東京留學生為主體，於東京成立「啟發會」，翌年改為「新民會」，林擔任會長。

### 台灣議會設置請願運動
- 1921年（大正10年）1月起林獻堂等人開始向帝國議會提出《台灣議會設置請願書》，要求設立台灣議會，展開長達14年的台灣議會設置請願運動[4]。

《臺灣總督田健治郎日記》顯示田總督原本待林獻堂甚佳，但從林獻堂開始帶領臺灣議會設置請願運動後，田的態度丕變，視林獻堂為討厭的麻煩製造者（Trouble Maker）。

### 台灣文化協會時期
- 1921年（大正10年）10月，與蔣渭水在台北大稻埕靜修女子學校成立台灣文化協會，仿效國民黨的制度，推舉林獻堂為總理，蔣渭水為專務理事，林幼春等人為常務理事。
- 為了激起台灣人的民族意識，台灣文化協會於1923年（大正12年）以《台灣民報》作為宣傳工具，林獻堂擔任台灣民報社長。
- 除此之外，為了打破在台日本人及御用紳士壟斷銀行、信託、保險等金融業的狀況，林獻堂、吳子瑜等人花了2年籌設大東信託株式會社（1926年12月30日在臺中市吳子瑜家中創立總會，1927年2月21日在臺中市榮町舊商工銀行事務所（今繼光街與民族路口）開辦業務，1947年因陳炘死於二二八事件，因此併入華南銀行），林獻堂出任董事長，取得經濟學博士學位的陳炘擔任總經理，而吳子瑜為重要股東。
- 台灣文化協會於1927年（昭和2年）1月內部左右派分裂，轉向由左派控制，林獻堂也退出台灣文化協會。[7]
- 由於文協的核心精神在於「謀臺灣文化之向上」，因此除了在政治與社會制度上的運動推行，林獻堂、楊肇嘉、張星建等人至1930年代之間，亦是臺灣美術的重要協力與贊助者，臺灣藝術家如顏水龍、郭雪湖、楊佐三郎、李石樵、陳澄波、廖繼春、郭柏川等，皆可從《灌園先生日記》當中發現林獻堂等人對臺灣藝術家的支持與贊助，不僅買畫、金錢捐助，更是出席如赤島社展覽會、臺灣美術展覽會、臺陽美術展覽會等藝文活動。

## 中年時期

### 環遊世界378天（1927年5月15日至1928年11月8日）
林獻堂出發前，為親自體驗、尋找前人走過的遊覽點，已讀過康有為《意大利遊記》、梁啟超《新大陸遊記》與《歐遊心影錄》，芥川龍之介《中國遊記》、黃朝琴〈遊美日記〉，以便琢磨遊記的寫作技巧。
- 1927年5月15日，47歲的林獻堂與其二兒子林猶龍搭乘「鳳山丸」從基隆出發，林猶龍剛從東京商科學校（今一橋大學）畢業，新婚不久。送行的親友有堂哥林澄堂、弟弟林階堂等人。途徑廈門，到達香港，5月21日換搭歐洲航線「鹿島丸」，林獻堂搭一等艙，票價92英鎊（將近日幣1000元）。「鹿島丸」行經香港、馬來西亞、斯里蘭卡、葉門。
- 1927年6月14日，汽船抵達非洲埃及、蘇伊士，林獻堂父子前往埃及金字塔、人面獅像參觀。
- 1927年6月20日，抵達歐洲法國之馬賽。林獻堂的大兒子林攀龍當時正在牛津大學就讀，特地來馬賽港和他們會合，加入旅程，一起前往巴黎等地參訪。不過在林獻堂帶著二兒子前往美國時，必須繼續完成學業的林攀龍為父弟送行。
- 1928年8月28日，以〈環球一週遊記〉開始於《臺灣民報》連載，共刊載152回。

### 《台灣新民報》
林獻堂環遊世界回國後，加入蔣渭水、蔡培火等人組成的台灣民眾黨。1930年（昭和5年）3月29日，《台灣民報》增資改組，並易名為《台灣新民報》，林獻堂膺選為社長。

### 台灣地方自治聯盟
1930年（昭和5年）8月17日，林獻堂與蔡培火等人成立「台灣地方自治聯盟」於臺中，主張確立民主主義，採取合法手段，以爭取政治自由與地方自治，出席者達227人，並推林獻堂、土屋達太郎為顧問，隨即於全島24個地方巡迴演講「施行地方自治」一議題。但是自治聯盟常遭到民眾黨及左翼陣營的批評及抵制，民眾黨並做出禁止黨員加入自治聯盟的決議，蔡培火、陳逢源等跨黨份子都遭除名，林獻堂也憤而脫離台灣民眾黨。
「台灣地方自治聯盟」是總督府最能接受的社會運動團體，1931年（昭和6年），日本殖民政府大舉鎮壓台灣的政治、社會團體，無論台灣民眾黨（1927-1931）、新文協（1927-1931）、台灣共產黨（1928-1931）、台灣農民組合等組織皆被查禁，唯獨台灣地方自治聯盟還能正常運作。

### 霧峰一新會
1932年至1936年霧峰林家在霧峰重要的「社區總體營造」活動，除了在林獻堂日記中留下豐富的史料外，也出版了一些一新會的資料（可參考許雪姬、周婉窈等相關作品）。

### 祖國支那事件
1936年3月，林獻堂參加華南考察團前往廈門、上海等地遊歷。林在上海對華僑團體致詞時，有「此番歸來祖國視察」等語，為日本間諜報告給台灣軍司令部，5月《台灣日日新報》報導此事，對林大加抨擊。台灣軍參謀長荻洲立兵便意圖以羞辱林獻堂來警告台灣人。於是當6月17日林獻堂應台中州知事之邀參加始政紀念會時，荻洲立兵便唆使右翼團體生產黨的浪人賣間善兵衛當眾掌摑林獻堂，罵道：「為甚麼你在上海清國奴歡迎你的席上，說回到了祖國？」，此即「祖國支那事件」。該事件使得林獻堂與楊肇嘉避走東京。
林獻堂在1939年6月的日記中寫到，曾有內地日本人得知賣間觸犯「橫領」（侵吞罪），詢問林獻堂是否要藉此報復，林獻堂則答以他與賣間素無仇恨，賣間不過受人嗾使，林獻堂一笑以謝之，從這件事情上，也能看出林獻堂本人的道德情操。

### 第二次世界大戰期間
- 1937年，中日戰爭爆發後，台灣地方自治聯盟召開第四次全島大會後，便自行宣布解散。
- 戰爭時期，林獻堂分別出任台灣總督府評議會(1941)、大屯郡事務長(1944)、貴族院勅選議員(1945)。
- 1937年5月18日至1938年12月11日之間，林獻堂曾與家族成員旅居日本，並在其所著的灌園先生日記當中表示原因，第一是因頭眩欲靜養之故，第二是因祖國事件問題被台日之惡宣傳，使人誤解甚深，在台灣不免特別受到注意。
- 1939年間，因臺灣米穀統制政策、臺灣米穀輸出管理法案即將施行，林獻堂曾在其日記當中多次提及對此政策的擔憂，擔心米價減少，稅金增加將影響農民收入生計。[8]
- 1944年，戰爭期間林獻堂被請託擔任皇民奉公會組織大屯郡支會的事務長，這使其在戰爭期間尾端，疲於各類支會主催的會議、活動與公務。

### 第二次世界大戰後

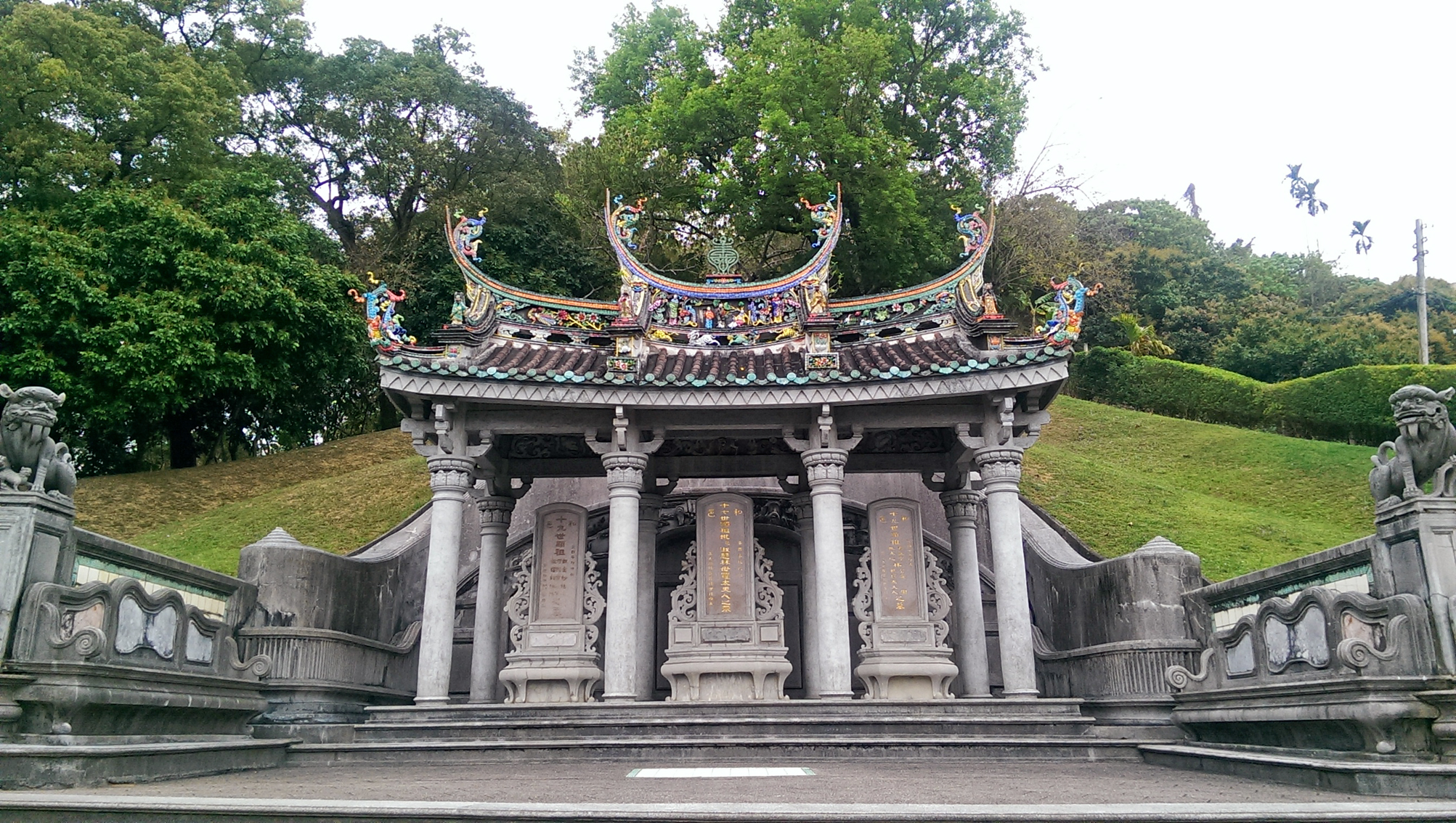
林獻堂夫婦葬於台中霧峰的林氏祖瑩（位於明台高級中學）內，正中為祖母羅太夫人、另一側為其弟林階堂夫婦。

- 1945年，林獻堂代表台灣人民參加南京受降式觀禮，卻為日本第十方面軍參謀諫山春樹所騙而沒有出現。原本林獻堂、羅萬俥、林呈祿、陳炘、蔡培火、蘇維樑等六位台灣仕紳奉國民政府主席蔣中正之命要參加受降式，在8月31日從台灣飛抵上海，9月8日到達南京，準備第二天參加受降典禮，但臨時接到日本第十方面軍參謀長諫山春樹中將的通知說，不必參加典禮，而林獻堂竟然沒有爭取，造成遺憾。次日，何應欽詢問林獻堂為何沒有參加，隨後將受降書讓林獻堂看，並帶其參觀受降場地並描述當日情況。[9]
- 1946年5月，林獻堂當選第一屆台灣省參議會參議員，之後又擔任台灣省通志館、臺灣省文獻委員會 主任委員（今台灣文獻館的前身）館長。
- 1946年10月下旬，蔣中正來台巡查，於24、25日到達中部時24日下午林獻堂與之會面。 [10]
- 1947年2月，出任彰化銀行首任董事長，負責接收與改組工作。月底，台灣發生二二八事件時，擔任省財政廳長的嚴家淦遭受衝擊，林獻堂將嚴家淦帶到霧峰林家大宅中躲避，以性命擔保，保護他的安全。在事件中，林獻堂也擔任二二八事件處理委員會臺中地區時局處委會負責人。事件過後，林獻堂曾被國民政府列名為「台省漢奸」，幸得友人相助，才免去牢獄之災。雖然1945年二戰結束後，林獻堂一度積極參政並擔任台灣省議會參議員[11]，但旋即在二二八事件發生時，眼見國民政府接收人員腐敗釀成民變，朋友遭到逮捕遇害，使他內心受到創傷，對祖國「中國」深感失望[12]；加上當局的土地政策對其家業的打擊[13][14]，故而遠走他鄉，到日本休養。至死不回台灣。

## 逝世
- 1949年9月，林獻堂以治療頭部暈眩為由，離開台灣，寓居日本，留下了傷感的詩句：「異國江山堪小住，故園花草有誰憐。」
- 1955年，蔡培火奉國民政府之命勸說返台，林獻堂告之不歸的理由：「危邦不入，亂邦不居；曾受先聖人之教訓，豈敢忘之也。台灣者，危邦、亂邦也，豈可入乎，居乎。非僅危亂而已，概無法律，一任蔣氏之生殺與奪；我若歸去，無異籠中之雞也。」 [15]
- 1956年9月8日下午7時30分，林獻堂病逝於東京杉並區久我山寓所「潛園」[16][17]，享壽74歲，之後遺體運回台灣，於9月21日在台北開南商工職校之靈堂舉行公祭，公祭委員會主任委員為嚴家淦、副主委黃朝琴及楊肇嘉，委員張道藩、黃國書、鄭彥棻、蔣渭川、連震東、謝東閔等。副總統陳誠以下官員多人均到場行禮致祭。再由其夫人、兩子及楊肇嘉護送下移回台中霧峰安葬。[18]

## 家庭
1898年，林獻堂與楊水心夫人結婚，育有三子（林攀龍、林猶龍、林雲龍）一女（林關關）。
- 林攀龍（1901年5月2日-1983年1月16日）：1922年3月在熊本市日本基督教會受洗，返台後加入霧峰教會，後來成為長老。1925年3月自東京帝大畢業，進入牛津大學攻讀宗教與哲學。1928年11月4日學成歸抵台灣。1930年3月5日，再度赴歐洲留學，轉學德國慕尼黑大學主修哲學、文學，1932年2月2日學成返台。1935年4月2日，林攀龍娶曾珠如為妻，有一位嗣子林博正。

- 林猶龍（1902年6月5日-1955年7月17日）：1927年自東京商科大學本科獲商學士學位，與父親遊歷歐美。

- 林關關（1906年1月23日-1997年）：1924年3月自東京淑德高等女學校肄業二年後返台，四月插班入台南長老教女學校（今長榮女中前身）三年級，1926年卒業。1930年1月3日，與高金聲牧師的兒子高天成醫師結婚。婚後隨夫婿先在台南鹽水行醫兩年多，期間高醫師曾當選為鹽水基督長老教會長老。再赴日本，先生進入東京帝國大學研究，1938年榮獲帝大細菌學醫學博士；她也在東京日本女子大學進修二年肄業。1948年夫婦返台定居，次年高應台灣大學傅斯年校長之聘，任台大醫院教授兼外科主任，1953年晉升為台大醫院院長。1964年8月13日，高天成因積勞成疾，享壽61歲。高夫人於1997年逝世，享壽92歲。

- 林雲龍（1908年8月14日-1959年2月）：1924年入法政大學預科，1930年畢業於該校政治科。返臺後於入新民報社為政治部記者，四年後辭職，旋被任命為霧峰庄長，四年任滿，卸任後仍回臺灣新民報社，任營業局長。戰後曾任省議員，南華化工公司董事長，臺灣煉鐵公司董事長，並被舉為臺灣工業總會理事長。民四十七年為彰化銀行公股董事。翌年二月因腦溢血逝世，年五十三。

1947年，林獻堂外遇，照顧其孫林博正的傭人施秀玉為他生下一子。在楊水心得知後，林獻堂於1948年與施秀玉達成和解，支付補償金，施秀玉與其子離開林家。

## 著作

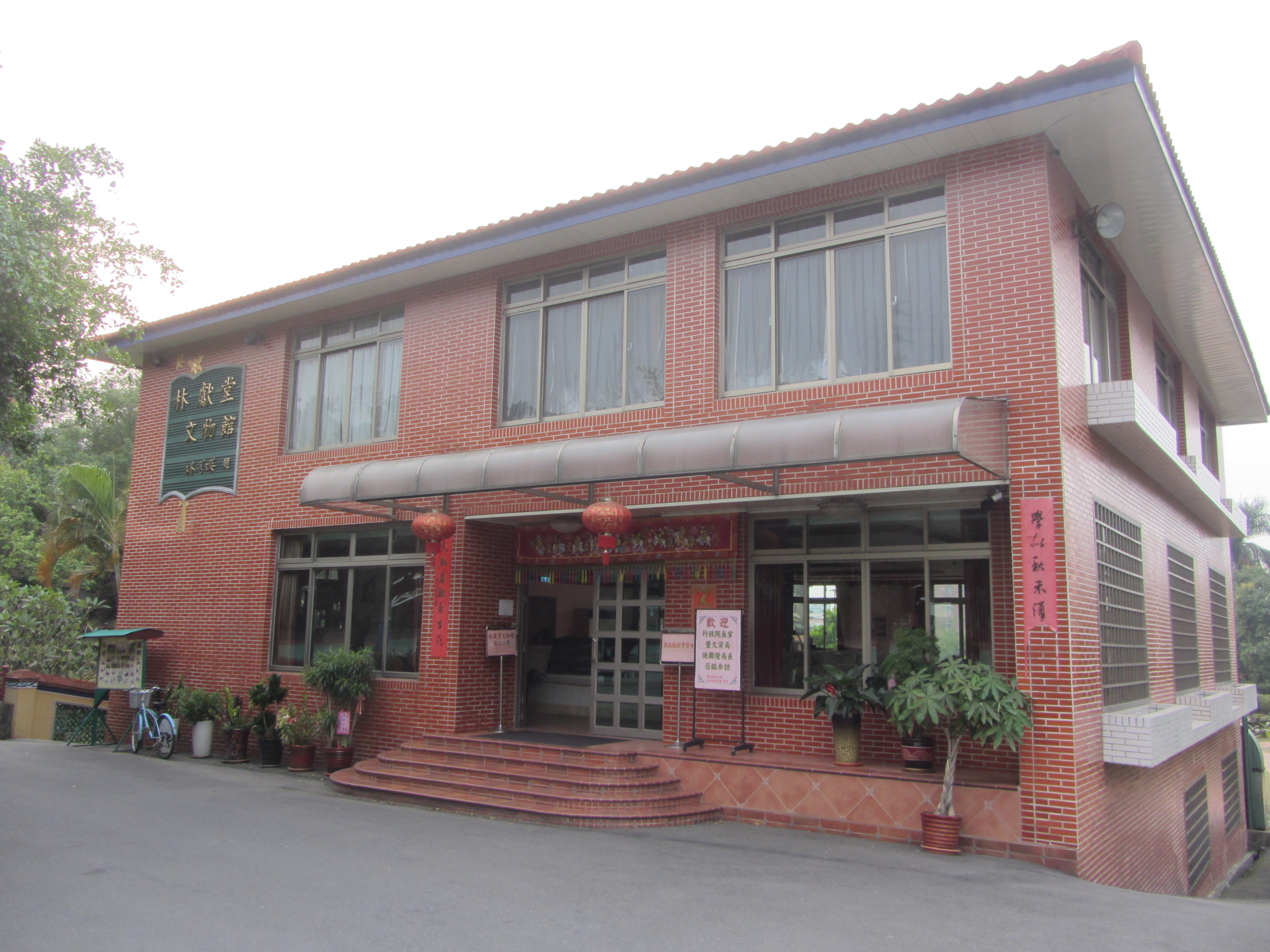
私立明台高級中學內的林獻堂文物館

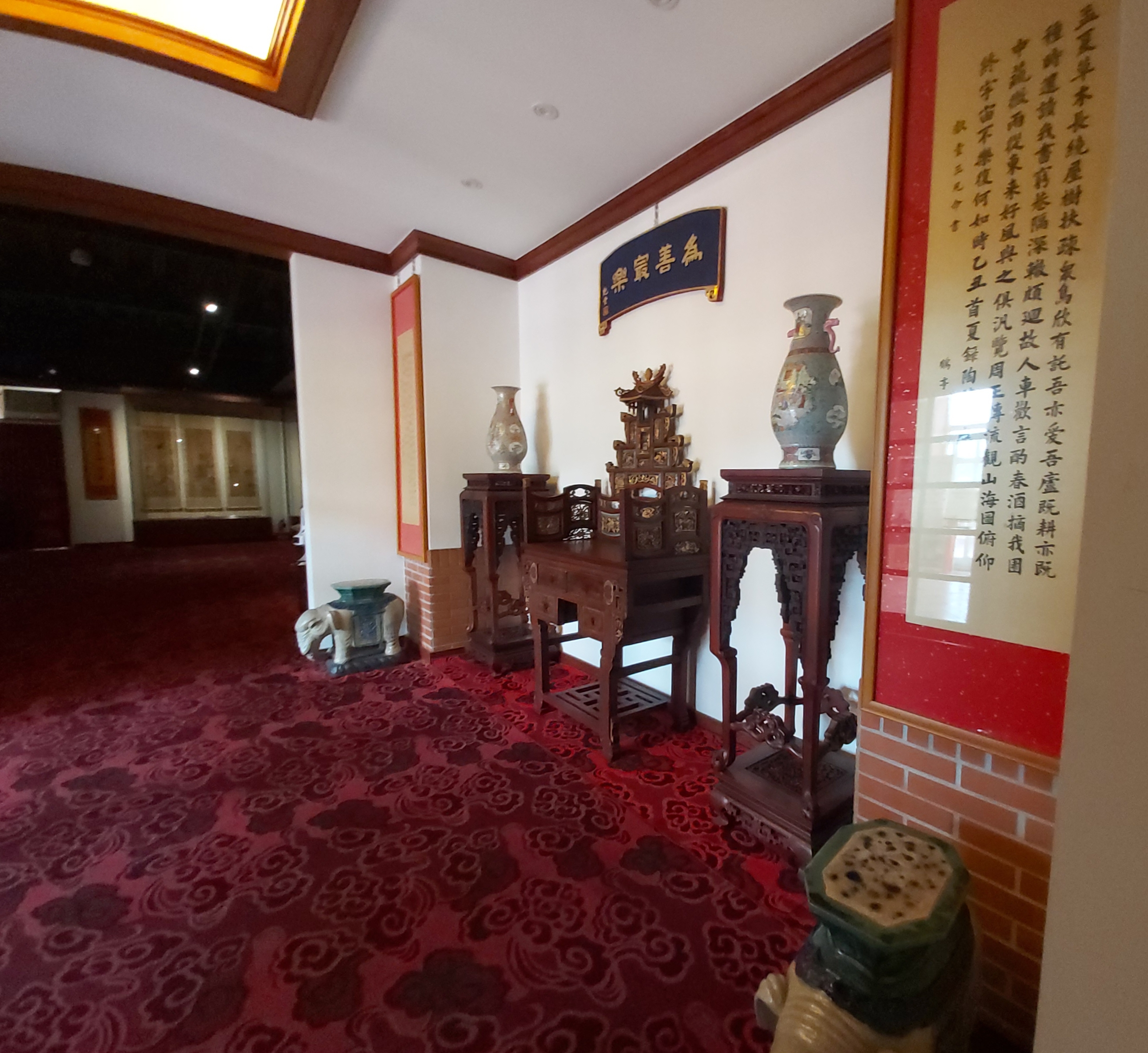
林獻堂博物館

林獻堂著作以1927年文協分裂時，以到歐美遊歷時留下的日記而編輯成的《環球遊記》最為膾炙人口。林獻堂留下自1927年至1954年的《灌園先生日記》（中央研究院臺灣史研究所出版），為台灣歷史上最重要的私人文獻之一。

## 後世評價
- 日本學者若林正丈將日本殖民時期台灣的民族運動人士分為四類：傾中的「祖國派」、「待機派」，以及台灣認同的「一島改良主義派」與「台灣革命派」[20]。林獻堂被他分類在「祖國派」。

## 和林獻堂相關的學術研究書目舉隅
（按照作者姓氏威妥瑪拼音順序排列）
- 張惠珍. . 台灣文學學報. No. 6. 2005: 89–120.
- 張炎憲引言. . 台灣文獻 50. No. 4. 1999: 95.
- 張怡敏.  (國立政治大學地政學系博士论文). 2001.
- 張正昌. . 台北: 益群書店. 1981.
- 周婉窈，1989，日治時代的台灣議會設置請願運動。台北：自立報系文化出版部。
- 鍾美芳，1986，日據時代櫟社之研究。東海大學歷史研究所碩士論文。
- 朱珮琪， 2000，台灣日治時期菁英教育的搖籃：以台中一中為例。國立清華大學歷史研究所碩士論文。
- 洪德青，2015，華府跫音：排灣族與國務院、林獻堂與櫻花考、大使館與黨外圈，你所不知道的60個台美故事。台北：貓頭鷹出版社。
- 徐千惠，2002，日治時期台人旅外遊記析論：以李春生、連橫、林獻堂、吳濁流遊記為分析場域。國立台灣師範大學國文研究所碩士論文。
- 許雪姬，1998，林獻堂著「環球遊記」研究。台灣文獻 49，no. 2：1-33。
- 許雪姬，1999a，皇民奉公會的研究：以林獻堂的參與為例。中央研究院近代史研究所集刊，no. 31：167-211。
- 許雪姬，1999b，林獻堂先生與臺灣社會活動：以霧峰一新會為中心。台灣文獻 50，no. 4：100-108。
- 許雪姬， 2002，反抗與屈從：林獻堂府評議員的任命與辭任。國立政治大學歷史學報，no. 19：259-96。
- 黃富三，2004，林獻堂傳。南投縣南投市：國史館台灣文獻館。
- 黃裕元，2000，論人物研究與民族觀：以林獻堂之「民族思想」為例。史匯，no. 4：95-116。
- 若林正丈著，何義麟等譯， 2007，台灣抗日運動史研究。台北：播種者出版公司。
- 賴西安（李潼），1978，台灣民族運動倡導者：林獻堂傳。台中：台灣省文獻委員會。
- 李潼，1999，阿罩霧三少爺。台北：圓神出版社。
- 廖振富，1996，櫟社三家詩研究：林癡仙、林幼春、林獻堂。國立台灣師範大學國文研究所博士論文。
- 廖振富，1999，反戰與反皇民化的呼聲：日治末期的林獻堂詩。台灣文獻 50，no. 4：61-77。
- 廖振富，2016，追尋時代：領航者林獻堂。台北：遠景。
- 台灣省諮議會編著，2001，台灣省參議會、臨時省議會暨省議會時期史料彙編計畫：林獻堂先生史料彙編，黃正義計畫主持。台中縣霧峰鄉：台灣省諮議會。
- 天下雜誌影視中心製作，1999，為台灣築夢的人，林獻堂（1881-1956）：力爭台灣人尊嚴（VHS）。台北：天下雜誌。
- 伊藤幹彥，2005，日治時代後期台灣政治思想之研究：析論台灣抗日運動者的抗日思想。台北：鴻儒堂出版社。

### 書籍
- 黃富三. . 國史館臺灣文獻館. 2004-11.

### 論文
- 顧敏耀. . 《臺灣古典文學系譜的多元考掘與脈絡重構》 (桃園: 國立中央大學中文研究所博士論文). 2010.

## 外部連結
- 林獻堂博物館 （页面存档备份，存于）
- 戴寶村：林獻堂與近代台灣民主運動 （页面存档备份，存于）
- 台灣省諮議會：林獻堂[]
- 黃富三，戰後初期在日臺灣人的政治活動 ―林獻堂與廖文毅之比較― （页面存档备份，存于）, 日本交流協會, 2004

| 前任： 林祖密 | 霧峰林家 家長 | 後任： - |